# Conrad Voss Bark
Pour les articles homonymes, voir Bark (homonymie).
Conrad Lyddon Voss Bark, né le 9 mars 1913 dans le Yorkshire de l'Est en Angleterre et mort le 23 novembre 2000, est un écrivain britannique, auteur de roman d'espionnage, et un journaliste de la BBC et du Times.

## Biographie
Conrad Voss Bark naît dans une famille de quakers. Il fait ses études au Hymers College (en) et au Bristol Grammar School (en) à Clifton, Bristol. Il commence à travailler chez J. S. Fry & Sons, puis en 1935, en tant que journaliste pour le Hampstead News et Golders Green Gazette. Pendant la Seconde Guerre mondiale, il est objecteur de conscience et s'implique comme bénévole dans les services ambulanciers.
Après la fin de la guerre, il devient journaliste-pigiste pour la presse quotidienne occidentale. En 1947, il entre au Times. Il rejoint la BBC en 1951 et, de 1952 à 1970, il en est l'un des correspondants parlementaires. Plus tard, il est à l'emploi du Charles Barker City, une entreprise de relations publiques et devient, en 1973, le porte-parole de la Fédération des chalutiers britanniques pendant la deuxième guerre de la morue.
Il publie en 1962 son premier roman, Mr. Holmes at Sea. Il y crée le personnage de Williams Holmes, responsable des services de sécurité de la Grande-Bretagne. Williams Holmes est présent dans sept romans.
Il écrit également des œuvres sur les loisirs et les sports, dont plusieurs consacrées à la pêche à la mouche. Pendant sa retraite, il rédige pendant douze ans des articles sur ce thème pour le Times.

## Œuvre

### Romans
- Sealed Entrance: a novel, 1947
- Mr. Holmes at Sea, 1962
  - Du requin pour le chancelier, collection Agent secret no 22, Éditions Robert Laffont, 1962
- Mr. Holmes Goes to Ground, 1963
- Mr. Holmes and the Love Bank, 1964
- Mr Holmes and the Fair Armenian, 1964
- The Shepherd File, 1966
  - Estampe à l'eau forte, Série noire no 1153, 1967
- See the Living Crocodiles, 1967
- The Second Red Dragon, 1968
  - Et que ça saute, Série noire no 1283, 1969
- The Big Wave: The Day London Collapsed, 1979
- Contact!, 1983 (reprinted 1984)

### Ouvrages non fictionnels
- Fishing for Lake Trout with Fly and Nymph, 1972
- Fishing with the Experts, 1976
- The Essence of Fly Fishing, 1977
- Salmon and Sea Trout Fishing, 1979
- The Encyclopaedia of Fly-Fishing, 1986
- A Fly on the Water, 1986
- On Fly-Fishing, 1989
- History of Flyfishing, 1992
- The Arundell Arms Beginner's Flyfishing Guide, 1995
- The Dry Fly: Progress since Halford, 1996
- Fishing with the Experts: A New Look at the Wonderful World of Angling

## Sources
- Telegraph 30 novembre 2000
- Claude Mesplède, Les Années Série noire vol.3 (1966-1972) Encrage « Travaux » no 22, 1994
- Claude Mesplède et Jean-Jacques Schleret, SN Voyage au bout de la noire, Futuropolis, 1982